# Млечен щъркел
Млечен щъркел (Mycteria cinerea) е вид птица от семейство Щъркелови (Ciconiidae). Видът е застрашен от изчезване.

## Разпространение и местообитание
Разпространен е в Индонезия, Камбоджа и Малайзия.